# Włodzimierz Łuskina
Włodzimierz Łuskina, russisch Володимир Лускіно Wladimir Luskino, (* 1849 in Stare Sioło; † 3. April 1894 in Krakau, Österreich-Ungarn) war ein polnischer Maler, Schriftsteller und Ingenieur.

## Leben
Łuskina studierte von 1870 bis 1874 am Institut für Technologie in Krakau und arbeitete anschließend als Ingenieur bei der Eisenbahn. In den Jahren 1877 bis 1878, der Zeit des russisch-türkischen Krieges, war er in Rumänien. Nach der Rückkehr nach Krakau widmete er sich der Malerei. Wahrscheinlich nahm er Privatunterricht bei Jan Matejko. In den Jahren 1882 bis 1886 studierte er Malerei an der Krakauer Akademie der Schönen Künste. 1889 erhielt er ein Stipendium für Paris, um bei Fernand Cormon sein Kunststudium fortzusetzen zu können. 1892 kehrte er nach Krakau zurück. Er malte religiöse Gemälde und Genres wie Reit-, Jagd- und Kampfszenen, Tanz und Zecher wie etwa Jan Onufry Zagłoba, ein Held aus Henryk Sienkiewicz’ Roman Mit Feuer und Schwert. Er schuf einen Vorhang für das Stadttheater in Krakau. Er stellte in der TPSP in Krakau und in Lemberg aus. Jan Czesław Moniuszko fand bei ihm Anregungen. Er war unter Jan Matejko (neben anderen) an der Ausmalung der Aula der Universität Lemberg beteiligt.

Galerie
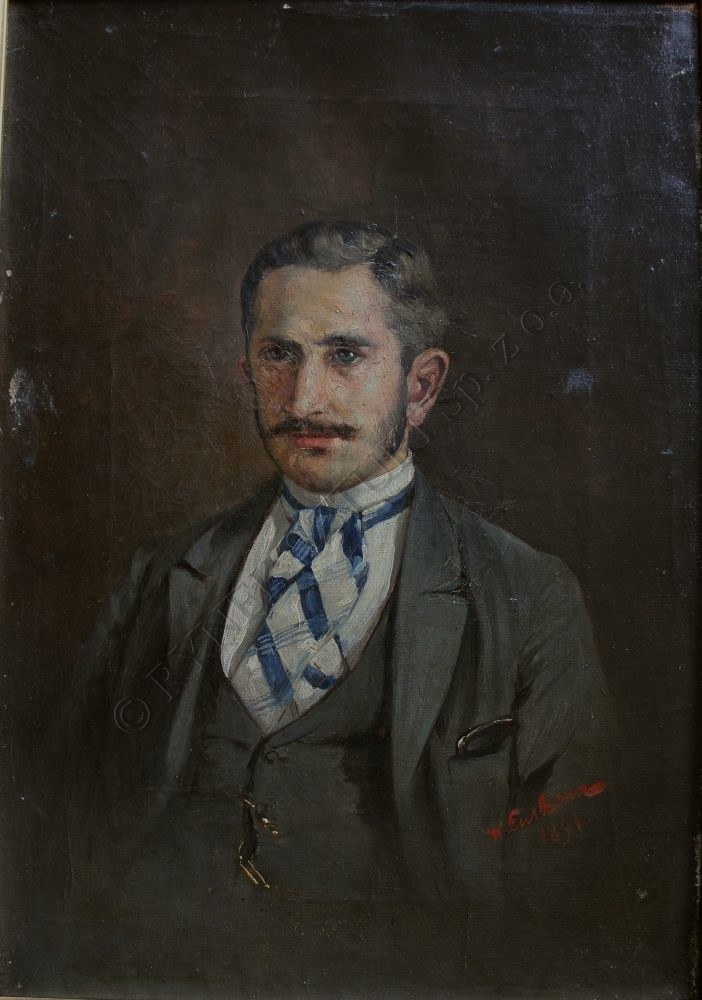
Bild eines unbekannten Mannes sig. 1891
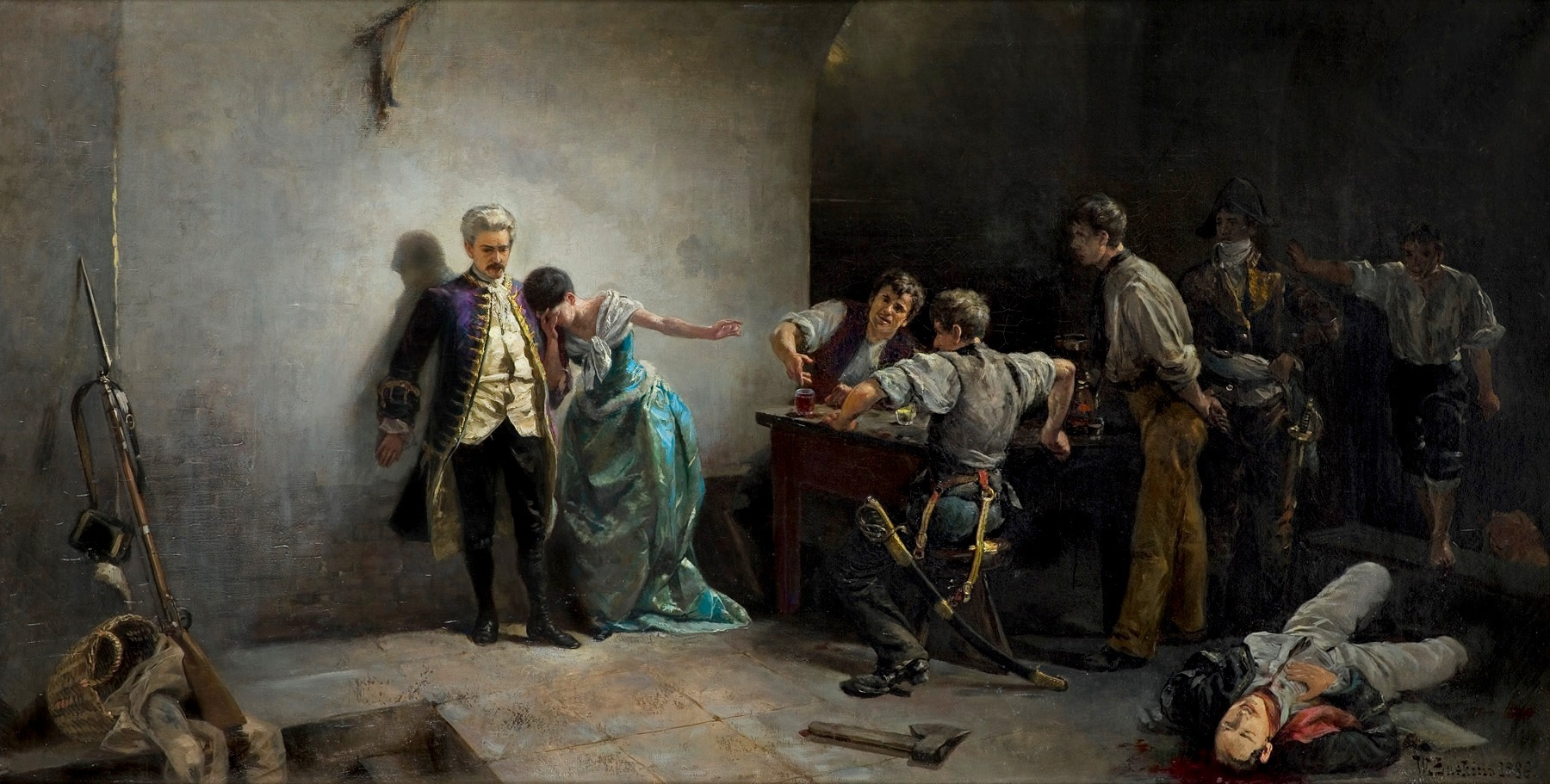
Episode aus der Französischen Revolution sig. 1886
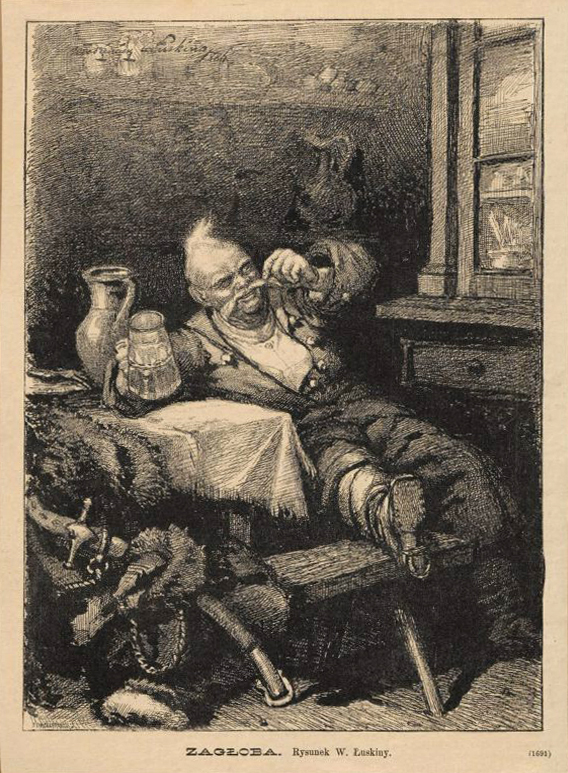
Jan Onufry Zagloba 1886 (Zeichnung, gedruckt)
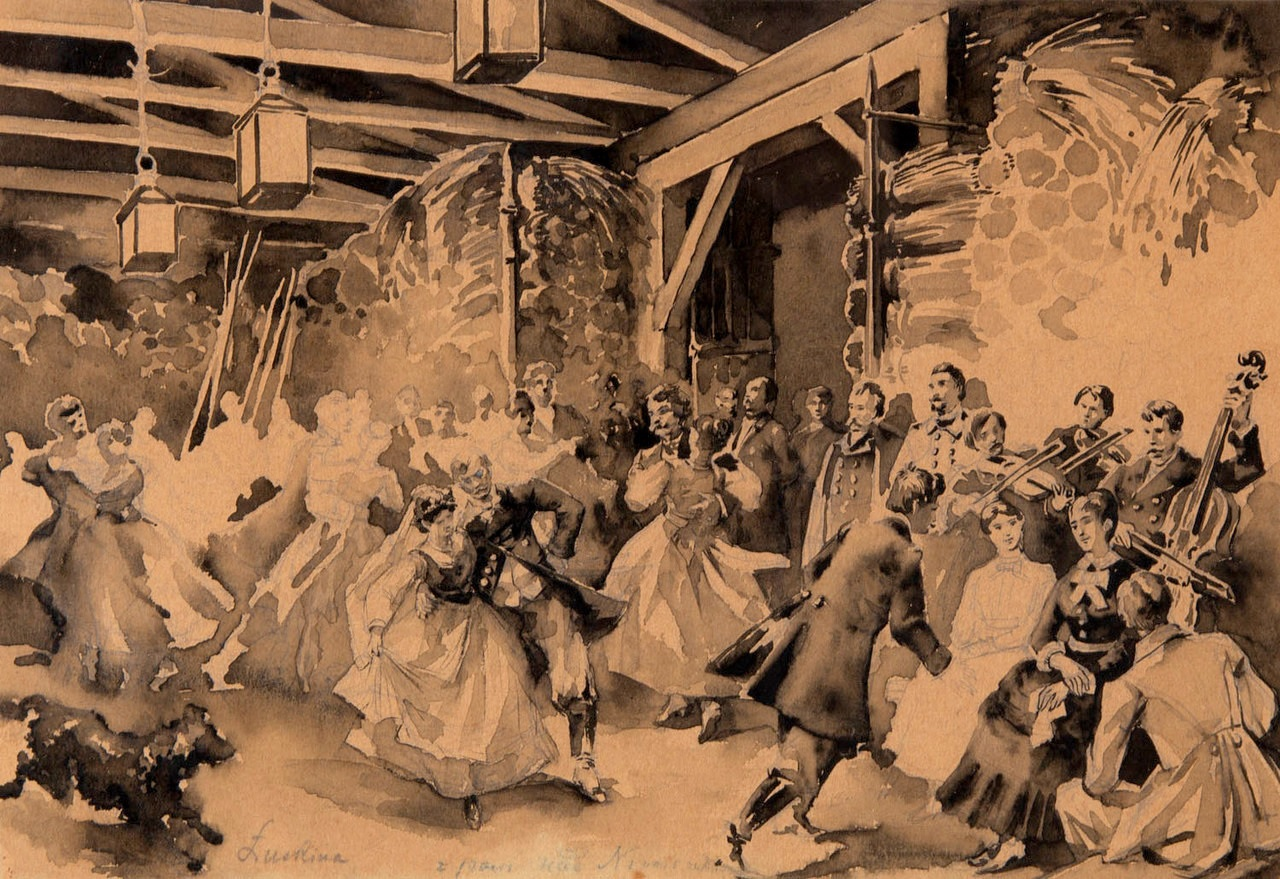
Eliza Orzeszkowa: Der Njemenfischer (Romanillustration)
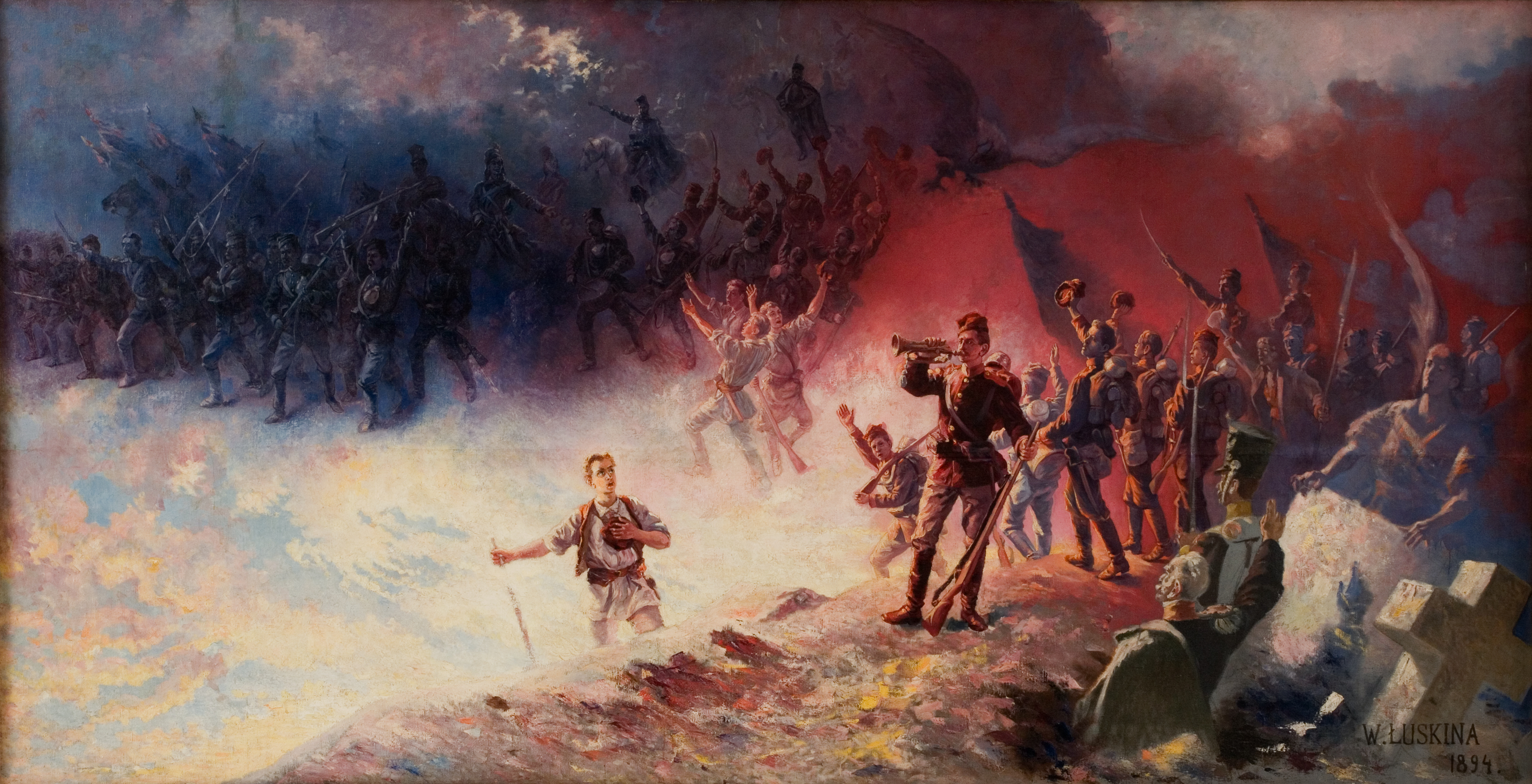
Nationalmuseum Warschau: Reveille-Aufwachen! 1894
- Zagloba, 1891

## Schriftliches Werk
Łuskina schrieb zahlreiche Artikel für die Presse (u. a. für den Verlag Gebethner i Wolff) und veröffentlichte auch einen Roman, der die Vision eines zukünftigen europäischen Krieges beschreibt.
- Wielki rok, powieść z niedalekiej przyszłości. Band I: Wypowiedzenie wojny. Krakau 1892 (polnisch).
  - Das grosse Jahr, ein Fragment. Buch 1: Die Kriegserklarung. Aus dem Polnischen übersetzt von Michael Landau. Literarische Anstalt A. Szulze, Tarnopol / Leipzig,  1895 OCLC 561236912.
- Wojna Rosji z Austro-Węgrami. Band 2. Drukarnia Polska, Lwiw 1893, OCLC 749383428 (polnisch, 112 S.).
- Band 3: Na ziemi litewskiej (wystąpienie Prus). Lwiw 1894 (polnisch).
- Band 4: Nad Wisłą (chwila wystąpienia Francji). 1894 (polnisch).